# Chiesa di San Pelagio (San Pelagio, Duino-Aurisina)
La chiesa di San Pelagio è la chiesa della omonima località, frazione del comune di Duino-Aurisina, ed è sede di una parrocchia del decanato di Duino dell'arcidiocesi di Gorizia. L'edificio è posto nel centro della località, su un terrazzamento dal quale si gode un'ampia vista sul Golfo di Trieste. Attorno alla chiesa vi è un piccolo prato, in cui è presente il pozzo che serviva la località, datato 1811, e alcuni alberi frondosi. Fino agli inizi del XX secolo, l'area della chiesa era circondata da un muretto di recinzione, che ora permane solo sul lato ove è posizionato il campanile.

## Storia
La prima chiesa venne costruita nel 1500, eretta in cappellania dipendente da Duino dal 1629. La chiesa venne successivamente riedificata e ampliata, una prima volta, nel 1671, per venir consacrata il 2 luglio dal vescovo di Trieste Francesco Massimiliano Vaccano. La costruzione dell'edificio attuale risale al 1780.
Nel 1935 la curazia venne eretta in parrocchia, riconosciuta civilmente nel 1961.

## Struttura
La chiesa dispone di un pulpito rustico, fregiato dallo stemma papale, con tiara e chiavi. Con la consacrazione del 1671 vennero riposte sull'altare le vecchie reliquie e vennero aggiunte quelle dei santi Donato, Concordio e Felice martiri. Tale altare maggiore è ornato da una statua della Madonna, con ai lati quelle di San Pelagio e San Rocco.
Sul pavimento è presente una lapide tombale, dedicata al vicario Gregorio Lupinz.
L'acquasantiera, in marmo di Aurisina, porta la data del 1695, mentre nella cella campanaria porta la data del 1675. Il campanile, in stile veneto, posizionato a destra dell'entrata, sostiene tre campane ed è dotato di un orologio. Il portale della chiesa, in stile rustico, è sormontato da una bifora.